# Jurgis Bielinis

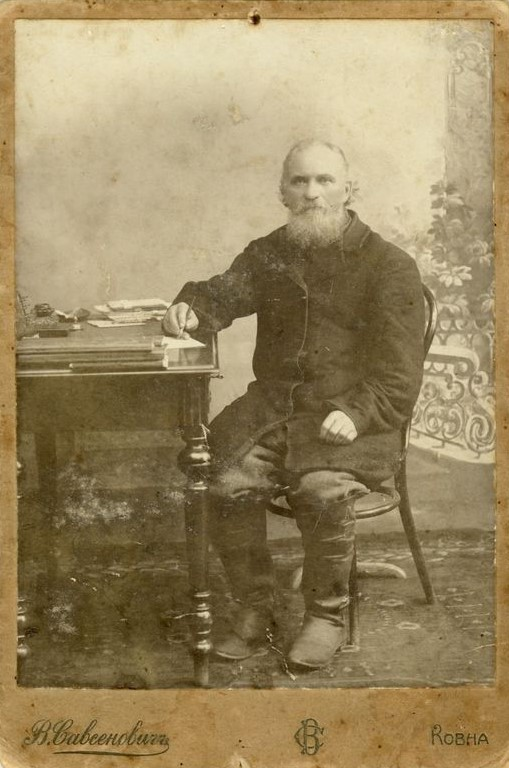
King of knygnešiai

Jurgis Bielinis (* 16. März 1846 in Purviškiai bei Biržai; † 18. Januar 1918 in Katinai bei Panevėžys) war einer der führenden Köpfe hinter dem organisierten Schmuggel von in lateinischen Buchstaben gedruckten Büchern nach Litauen durch Knygnešiai während der Zeit des litauischen Presseverbots 1866 bis 1904. Er war auch publizistisch tätig.

## Leben
Bielinis besuchte in Riga eine deutsche Grundschule. 1872 schloss er seine Ausbildung ab. Ab 1873 war Bielinis in den Buchschmuggel verwickelt, dabei arbeitete er zunächst mit Motiejus Valančius zusammen. Ab 1890 stand er auf den Fahndungslisten der russischen Behörden und musste in den Untergrund gehen. Mindestens fünf Male entkam er, nachdem er bereits verhaftet worden war und obwohl hohe Belohnungen für seine Festnahme ausgelobt worden waren. Die Kriminalisierung zwang ihn, den Buchschmuggel noch besser und sicherer in der Form eines konspirativen Netzwerkes zu organisieren. Bielinis wurde zum wichtigsten Verbreiter litauischer Schriften in Nordlitauen. Die von ihm gegründete Gesellschaft Garšviai war die größte ihrer Art. Seine Organisation versorgte auch das angrenzende Lettland mit verbotenen lettisch-sprachigen Büchern. Bielinis baute einen Vertrieb von Zeitungen und Zeitschriften auf und hatte feste Abnehmer. Seine herausragende Stellung im Schmuggelgewerbe brachte ihm den Spitznamen „knygnešių karalius“ (König der Bücherschmuggler) ein. Man nimmt an, dass Bielinis in den 31 Jahren seiner Tätigkeit etwa die Hälfte aller aus Kleinlitauen eingeschmuggelten Bücher verbreitete.
Bielinis brachte daneben seine eigene Zeitung Baltasis erelis heraus und schrieb für die Zeitungen Aušra und Varpas. Er bediente sich der Pseudonyme Bieliakas und Jakulis. Verschiedene Broschüren zur litauischen Geschichte stammen ebenfalls aus seiner Feder. Er war einer der ersten, die offen ein unabhängiges Litauen forderten.
Er starb, als er sich zu Fuß auf dem Weg zu einer Versammlung in Vilnius befand und wurde auf dem Friedhof des Dorfes Suostas begraben,
Jurgis Bielinis' Geburtstag wird heute in Litauen als Tag der Bücherträger gefeiert.